# Tierra Caliente (Guerrero)
La región de Tierra Caliente es una de las siete regiones que conforman el estado de Guerrero, al sur de México. Es parte de la región de Tierra Caliente conformada por el Estado de México, Guerrero y Michoacán.
Se ubica al oeste del estado, colindando al norte con el estado de Michoacán y el Estado de México, al este con la región Norte del estado, al oeste con la región Costa Grande.

## Geografía
En Guerrero, la región de Tierra Caliente se ubica al nor-poniente de la entidad. Los límites territoriales de toda la región son: al norte con el estado de Michoacán y el estado de México, al noreste con el estado de México y la región Norte, al noroeste con el estado de Michoacán, al oeste con la región de la Costa Grande, al oriente con la región Norte y Centro y al sur con la región de Costa Grande. Hacia el centro de la región el relieve es mayoritariamente plano oscilando su altura entre los 200 y 300 metros de altitud, mientras que más hacia el sur el terreno se muestra más accidentado y con mayor altitud por las estribaciones de la Sierra Madre del Sur. Las elevaciones que presentan la mayores altitudes son el cerro El Gallo con 1740 metros sobre el nivel del mar, el cerro Azul con 1660 m s. n. m., el cerro Tinoco con 1400 m s. n. m. y el cerro Chiquihuitero con 1340 m s. n. m.

## Municipios

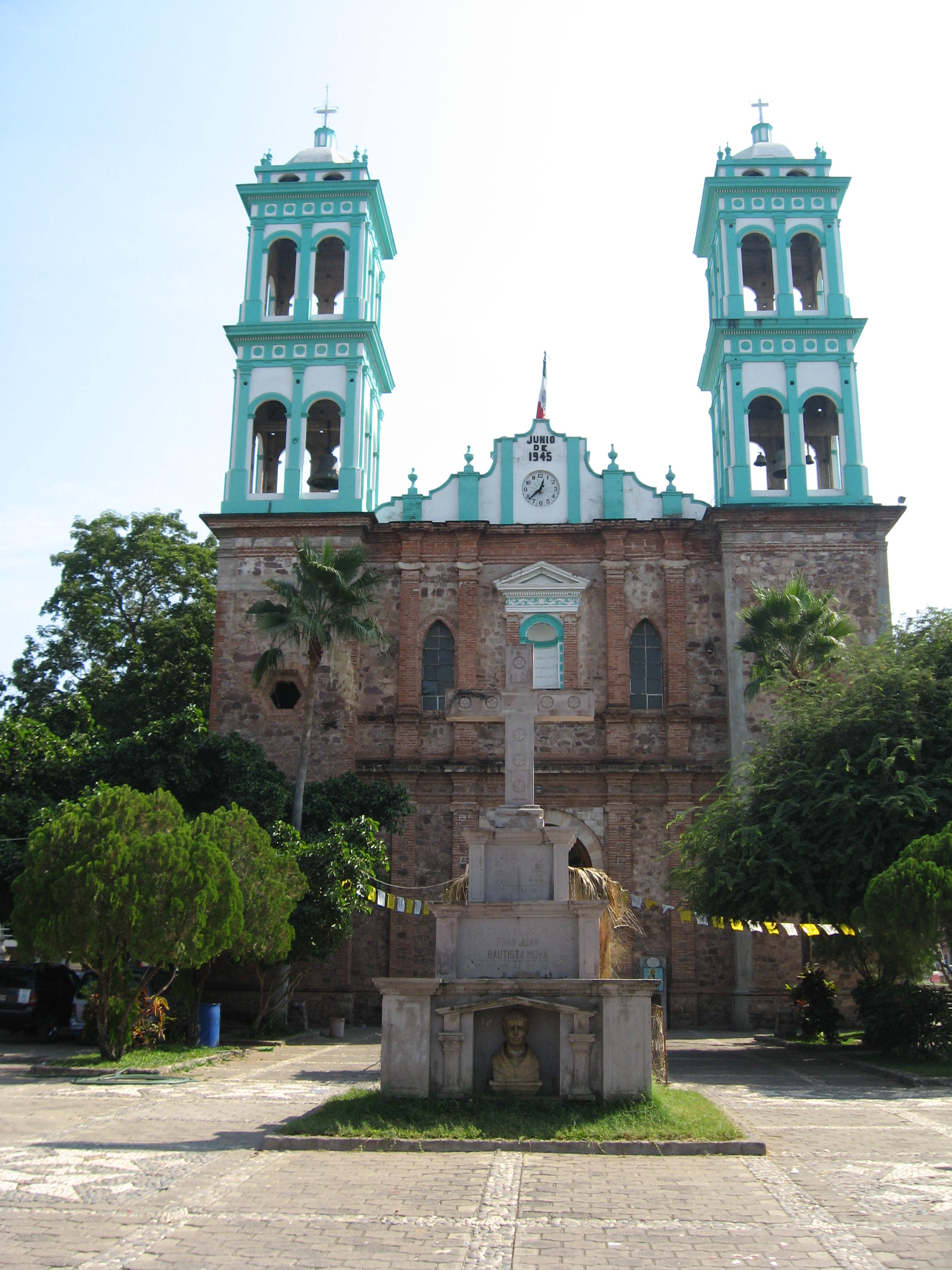
Catedral de San Juan Bautista en Ciudad Altamirano.

La Región Tierra Caliente está compuesta por nueve municipios. La capital de la región es Coyuca de Catalán, mientras su ciudad más poblada es Ciudad Altamirano.
| Municipios de la Región Tierra Caliente |                         |                         |
| Clave                                   | Municipio               | Cabecera                |
| 003                                     | Ajuchitlán del Progreso | Ajuchitlán del Progreso |
| 007                                     | Arcelia                 | Arcelia                 |
| 022                                     | Coyuca de Catalán       | Coyuca de Catalán       |
| 027                                     | Cutzamala de Pinzón     | Cutzamala de Pinzón     |
| 050                                     | Pungarabato             | Ciudad Altamirano       |
| 054                                     | San Miguel Totolapan    | San Miguel Totolapan    |
| 064                                     | Tlalchapa               | Tlalchapa               |
| 067                                     | Tlapehuala              | Tlapehuala              |
| 073                                     | Zirándaro               | Zirándaro de los Chávez |

## Demografía

### Ciudades por población
Las siguientes ciudades que se enlistan son las más pobladas de la Tierra Caliente de Guerrero. De igual forma son las únicas en toda la región que sobrepasan los 5000 habitantes alcanzando la categoría de ciudad, según el censo de 2020 del INEGI
| Localidad         | Población |
|                   |           |
| Ciudad Altamirano | 25 850    |
| Arcelia           | 22 534    |
| Tlapehuala        | 8 040     |
| Coyuca de Catalán | 7 276     |
| Ajuchitlán        | 6 537     |

### Municipios por población
A continuación se enlistan los municipios de Tierra Caliente de Guerrero por población, siendo Coyuca de Catalán el más poblado y Tlalchapa el menos poblado, según el Censo de Población y Vivienda 2020 por el INEGI
| Municipio               | Población |
| Total Región            | 244 555   |
| Coyuca de Catalán       | 38 554    |
| Pungarabato             | 38 482    |
| Ajuchitlán del Progreso | 37 655    |
| Arcelia                 | 33 267    |
| San Miguel Totolapan    | 24 139    |
| Tlapehuala              | 22 209    |
| Cutzamala de Pinzón     | 20 537    |
| Zirándaro               | 18 031    |
| Tlalchapa               | 11 681    |